# 버라이즌 커뮤니케이션스
버라이즌 커뮤니케이션스 주식회사(영어: Verizon Communications, Inc.)는 미국의 통신산업 관련기업이다.

## 버라이즌 서비스
- 음성
- 음성 메일
- 무선
- 버라이즌 보이스윙
- 비디오
- 데이터
- 디렉터리 운영

## 지배구조
이사회는 정기적으로 이사회의 규모를 검토하고 전체이사회의 다수결에 의해 총원을 결정한다. 현재 11인 (사외 10, 사내 1)의 이사로 구성된다. 이사의 임기는 다음번 주주총회 때까지이므로 실질적으로 약 1년이다.(정관 Section 4.03) 실질적 다수는 사외이사가 되어야 하며, 사내이사(전,현직 임직원)는 최대 2명까지로 규정되어 있다. 연령제한은 72세까지이다. 이사회는 매년 승계 계획(Succession plan) 및 경영진 계발에 대해 검토하는데, 이 계획에는 조직적 필요에 대한 고려, 핵심 경영진의 잠재성, 향후 계발 및 비상상황에 대한 계획을 포함한다.
2010년 현재 이사진의 명단은 아래와 같다.
- 아이번 사이든버그(Ivan Seidenberg)
- 한스 베스트버그(Hans Vestberg) - 의장 겸 CEO
- 조지프 뉴바워(Joseph Neubauer)
- 샌드라 무스(Sandra Moose Ph.D.)
- 도널드 니콜라이슨(Donald Nicolaisen)
- 존 스노(John Snow Ph.D.)
- 존 스태퍼드(John Stafford)
- 리처드 카리온(Richard Carrión)
- 휴 프라이스(Hugh Price)
- 토머스 오브라이언 주니어(Thomas O'Brien Jr.)
- 로버트 레인(Robert Lane)
- 클래런스 오티스(Clarence Otis Jr.)
- M. 프랜시스 키스(M. Frances Keeth)
- 로드니 슬레이터(Rodney Slater JD, BS)